# Palmarès del Club Nacional de Football
Il Club Nacional de Football, noto semplicemente come Nacional, è una società polisportiva di Montevideo (Uruguay).

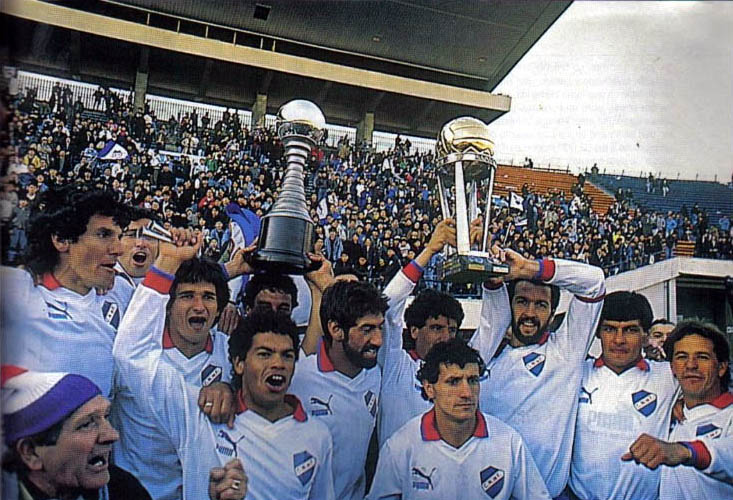
I giocatori del Nacional festeggiano la vittoria della Coppa Intercontinentale.

Il club ha vinto la Coppa Libertadores tre volte: 1971, 1980 e 1988. Negli stessi anni ha vinto anche la Coppa Intercontinentale, diventando la seconda squadra a vincere il titolo mondiale tre volte (e senza perdere mai l'incontro) e la prima in assoluto a vincere l'Intercontinentale a Tokyo. In Uruguay è l'unico club ad aver vinto la Coppa Interamericana (nel 1972 e 1989), e la Recopa Sudamericana, competizione in cui è stato il primo campione della storia, vincendo l'edizione 1989.
A livello nazionale, ha ottenuto 49 volte il titolo di campione del Campionato Uruguaiano. Ha sempre mantenuta la massima categoria sin dal suo debutto nel 1901, ha raggiunto un record di undici campionati come dilettanti, e 38 dall'inizio del professionismo. Oltre ai 49 campionati uruguaiani, è il club che ha vinto più titoli organizzati dalla AUF. In totale conta 163 titoli ufficiali, di cui 144 sono i titoli nazionali e  19 quelli internazionali. Come titoli internazionali 9 sono i titoli CONMEBOL e FIFA, e 10 quelli ottenuti nei tornei organizzati dalla AFA e AUF all'inizio del XX secolo, numeri che ne fanno il club uruguaiano con più titoli internazionali e il terzo più vincente in Sudamerica. Inoltre, secondo l'IFFHS è la migliore squadra del XXI secolo (2001-2012) in Uruguay, e la decima del continente sudamericano.

## Competizioni nazionali
- Campionato uruguaiano: 49

1902, 1903, 1912, 1915, 1916, 1917, 1919, 1920, 1922, 1923, 1924, 1933, 1934, 1939, 1940, 1941, 1942, 1943, 1946, 1947, 1950, 1952, 1955, 1956, 1957, 1963, 1966, 1969, 1970, 1971, 1972, 1977, 1980, 1983, 1992, 1998, 2000, 2001, 2002, 2005, 2005-2006, 2008-2009, 2010-2011, 2011-2012, 2014-2015, 2016, 2019, 2020, 2022
- Liguilla Pre-Libertadores de América: 8

1982, 1990, 1992, 1993, 1996, 1999, 2006-2007, 2007-2008
- Supercopa Uruguaya: 3

2019, 2021, 2025

## Competizioni internazionali
- Coppa Libertadores: 3

1971, 1980, 1988
- Coppa Intercontinentale: 3  (record sudamericano condiviso con San Paolo, Peñarol e Boca Juniors)

1971, 1980, 1988
- Coppa Interamericana: 2  (record uruguaiano)

1971, 1988
- Recopa Sudamericana: 1  (record uruguaiano)

1989
- Copa de Honor Cousenier: 4

1905, 1915, 1916, 1917
- Tie Cup: 2

1913, 1915
- Copa Ricardo Aldao: 3

1916, 1919, 1920
- Copa de Confraternidad Escobar - Gerona: 1

1945 (Titolo condiviso con il Boca Juniors)

## Competizioni giovanili
- Coppa Libertadores Under-20: 1

2018

## Altri piazzamenti
- Campionato uruguaiano:

Secondo posto: 1901, 1905, 1918, 1921, 1929, 1931, 1935, 1936, 1937, 1938, 1944, 1945, 1949, 1951, 1953, 1954, 1958, 1959, 1961, 1962, 1965, 1967, 1968, 1973, 1974, 1975, 1978, 1979, 1981, 1982, 1987, 1989, 1990, 1991, Clausura 1994, Clausura 1999, Apertura 2005, Clausura 2009, Apertura 2010, Clausura 2012, Apertura 2015, Apertura 2017, Clausura 2018, Apertura 2020, Apertura 2021, Clausura 2021, Apertura 2023, 2024
Terzo posto: 1906, 1908, 1910, 1913, 1914, 1927, 1928, 1932, 1960, 1964, 1976, 1984, Apertura 1995, Apertura 1996, Clausura 2000, Apertura 2012, Apertura 2013, Clausura 2014, Clausura 2017, Clausura 2018, Apertura 2019
- Copa Uruguay:

Semifinalista: 2024
- Supercopa Uruguaya:

Finalista: 2018, 2020, 2023
- Coppa Libertadores:

Finalista: 1964, 1967, 1969
Semifinalista: 1962, 1966, 1972, 1981, 1983, 1984, 2009
- Coppa Sudamericana:

Semifinalista: 2002
- Supercoppa Sudamericana:

Finalista: 1990
Semifinalista: 1988, 1993
- Coppa dei Campioni del Sudamerica:

Terzo posto: 1948
- Coppa Interamericana:

Finalista: 1980